# Emilie Pine
Emilie Pine (Dublín, 1977) es una escritora irlandesa y profesora asociada de teatro moderno.

## Biografía
Pine nació en Dublín. Vivió en Londres durante su adolescencia, pero regresó a Dublín cuando comenzó sus estudios universitarios. Es profesora asociada de Arte Dramático Moderno en el University College de Dublín y ha escrito varios libros académicos sobre cultura y literatura irlandesas. Ha investigado la cultura irlandesa moderna, centrándose en cómo la cultura interactúa con los relatos de los testigos, los recuerdos y los acontecimientos traumáticos.

Es conocida por su libro Notes to Self (Todo lo que no puedo decir), que es un relato autobiográfico sobre la infertilidad, el alcoholismo y la codependencia, el divorcio, la violación, el aborto espontáneo, la pobreza, los trastornos alimentarios, el vello corporal y la vergüenza. La crítica Josefin Holmström en Svenska Dagbladet escribe: 
"El gran beneficio de este libro es precisamente la exposición honesta de Pine de los nervios dolorosos que la mayoría de nosotros trata de evitar tocar. Este es el asombroso poder explosivo de la literatura, el poder de hacer visibles las cosas". Señala que el libro "carece de cualquier atisbo de autocompasión - más bien, abre una oración por nuevas conversaciones abiertas, por una apertura (femenina) radical".

## Obra
- 2005 – Maculate conceptions : Irish film and drama of the 1930s
- 2011 – The politics of Irish memory : performing remembrance in contemporary Irish culture.
- 2016 – The body in pain in Irish literature and culture.
- 2017 – Moving memory : the dynamics of the past in Irish culture.
- 2019 – Todo lo que no puedo decir. Traducido por Cruz Rodríguez Juiz. Random House. ISBN 978-84-397-3660-8.[4]
- 2020 – The memory marketplace : witnessing pain in contemporary Irish and international theatre.
- 2022 – Ruth & Pen.

## Reconocimientos
En 2019, su obra Notes to Self (Todo lo que no puedo decir) fue galardonada con el premio al libro del año publicado en Irlanda.